# Henry Fitzalan-Howard, 15. Duke of Norfolk

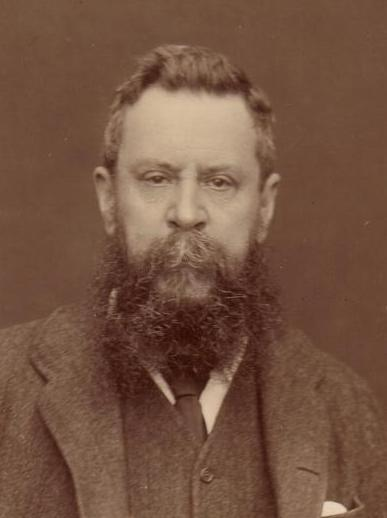
Henry Fitzalan-Howard, 15. Duke of Norfolk (um 1908)

Henry Fitzalan-Howard, 15. Duke of Norfolk KG, GCVO, VD, PC (* 27. Dezember 1847 in London; † 11. Februar 1917 in Arundel) war ein britischer Adliger und Politiker.

## Leben
Henry Fitzalan-Howard wurde am 27. Dezember 1847 als ältester Sohn von Henry Fitzalan-Howard, 14. Duke of Norfolk (1815–1860), und seiner Ehefrau Augusta Lyons (1821–1886) in London geboren. Bis zum Tode seines Vaters trug er den Höflichkeitstitel eines Earl of Arundel. 
Henry Fitzalan-Howard war, wie die gesamte Familie der Earls of Arundel, römisch-katholisch. Nach der 1829 vollendeten Katholikenemanzipation im Vereinigten Königreich zählte die Konsolidierung und gesellschaftliche Integration des britischen Katholizismus zu seinen vorrangigen politischen Anliegen. Er gab namhafte Summen für den Bau neuer katholischer Kirchen, vor allem für die späteren Kathedralen von Southwark, Arundel, Sheffield und Norwich, in London außerdem für die Oratorianerkirche und das Newman-Denkmal. Von bleibender Wirkung waren aber auch zahlreiche von ihm gegründete oder geförderte sozial-karitative Projekte.
Ab 1898 gab er zusammen mit Charles Tindal Gatty das Gesangbuch Arundel Hymns heraus, zu dem Papst Leo XIII. ein persönlich gehaltenes Vorwort beisteuerte.
Er starb am 11. Februar 1917 in Arundel, dem Stammsitz seiner Familie. Er war zweimal verheiratet; da sein älterer Sohn Philip (1879–1902) aus seiner ersten Ehe mit Lady Flora Abney-Hastings, Tochter des 1. Baron Donington, unverheiratet und kinderlos vor ihm verstorben war, folgte ihm sein jüngerer Sohn Bernard aus seiner zweiten Ehe mit Gwendolen Constable-Maxwell, 12. Baroness Herries of Terregles (1877–1945) als Duke of Norfolk nach. Er hinterließ zudem drei Töchter aus zweiter Ehe.

## Politische Laufbahn
Fitzalan-Howard wandte sich schon bald nach seiner Volljährigkeit der Politik zu. Das folgte nicht nur aus seiner ererbten Würde eines Earl Marshal von England, sondern entsprach auch seinen eigenen Intentionen. Er wurde Lord Lieutenant von Sussex, war Bürgermeister sowohl von Sheffield, von Westminster als auch von seiner Heimatgemeinde Arundel. In der konservativen Regierung des britischen Premierministers Robert Gascoyne-Cecil, 3. Marquess of Salisbury, wurde er von 1895 bis 1900 Postminister (Postmaster General). Darüber hinaus wurde er Mitglied des Privy Councils. Für seine Verdienste wurde er 1886 als Knight Companion in den Hosenbandorden und 1902 als Knight Grand Cross in den Royal Victorian Order aufgenommen.

## Militärische Laufbahn
Parallel zu seiner politischen Karriere diente er auch als Offizier in der British Army, kämpfte 1900 im Zweiten Burenkrieg und schied 1913 im Rang eines Lieutenant-Colonel aus dem Militärdienst aus.